# 20 Greatest Hits
20 Greatest Hits è una raccolta del gruppo musicale britannico The Beatles.

## Brani
Essa raccoglie venti canzoni che raggiunsero il primo posto nelle classifiche musicali inglesi e statunitensi. In seguito l'album non venne più commercializzato perché sostituito dalla compilation 1, pubblicata nel 2000.
Venne pubblicato in occasione del ventesimo anniversario della pubblicazione della prima canzone di successo dei Beatles, Love Me Do, del 1962. Come quasi tutti gli album del gruppo, anche questo uscì in due differenti versioni, una per il Regno Unito e l'altra per gli Stati Uniti, quest'ultima mancante di alcune tracce come Eight Days a Week e Yesterday e con una versione di Hey Jude ridotta a cinque minuti, per vincoli di durata complessiva dell'album.
La versione statunitense dell'LP fu pubblicata anche in Canada nonostante le numerose incongruenze tra l'idea alla base della raccolta e il successo delle canzoni dei Beatles in quella nazione; ad esempio il brano Can't Buy Me Love raggiunse solo la terza posizione delle classifiche generali canadesi, mentre furono altre le canzoni del gruppo, non presenti nell'album, che raggiunsero la vetta, come All My Loving e This Boy.

## Tracce
- Tutte le canzoni sono state scritte da John Lennon e Paul McCartney.

### Versione britannica
Lato A
1. She Loves You
2. Love Me Do
3. I Want to Hold Your Hand
4. Can't Buy Me Love
5. A Hard Day's Night
6. I Feel Fine
7. Eight Days a Week
8. Ticket to Ride
9. Help!
10. Yesterday
11. We Can Work It Out
12. Paperback Writer

Lato B
1. Penny Lane
2. All You Need Is Love
3. Hello Goodbye
4. Hey Jude
5. Get Back
6. Come Together
7. Let It Be
8. The Long and Winding Road

### Versione statunitense
Lato A
1. Love Me Do
2. From Me to You
3. She Loves You
4. I Want to Hold Your Hand
5. Can't Buy Me Love
6. A Hard Day's Night
7. I Feel Fine
8. Ticket to Ride
9. Help!
10. Day Tripper

Lato B
1. We Can Work It Out
2. Paperback Writer
3. Yellow Submarine
4. Eleanor Rigby
5. All You Need Is Love
6. Hello Goodbye
7. Lady Madonna
8. Hey Jude (Versione ridotta a 5:05)
9. Get Back
10. The Ballad of John and Yoko